# Radikal 53
Das Radikal 53 mit der Bedeutung „Schrägdach“ ist eines von 31 traditionellen Radikalen der chinesischen Schrift, die aus drei Strichen bestehen.
Mit 61 Zeichenverbindungen in Mathews’ Chinese-English Dictionary kommt das Radikal relativ häufig in Nachschlagewerken vor.
Das ursprüngliche Zeichen kann als ein am Felsen lehnendes Haus interpretiert werden und hatte die Bedeutung Hütte (庵). Die Zeichen, die unter 广 im Wörterbuch zu finden sind, gehören in den Bereich Gebäude wie
店 (= Laden),
庐/廬 (= Hütte),
庭 (= Hof) und
府 (= Residenz).
Bisweilen tritt das Einzelzeichen 广 als Lautträger auf wie in:
犷 (= grob),
矿/礦 (= Erzlager) und
旷/曠 (= weit).
广 wird auch als Kurzzeichen für 廣 verwendet:
| Bedeutung    | weit, ausgedehnt | weit, ausgedehnt | weit, ausgedehnt |
| Zeichen      | 廣               | 広               | 广               |
| Schreibweise | traditionell     | Shinjitai        | vereinfacht      |
| Striche      | 广+12            | 广+2             | 广+0             |
| Unicode      | U+5EE3           | U+5E83           | U+5E7F           |

Das Piktogramm war ursprünglich das Zeichen für einen Schuppen, in dem Wagen abgestellt, jedoch auch Getreide, Früchte und sonstige Waren gelagert wurden. Daraus folgte die Bedeutung „Geschäft“, denn Geschäfte unterscheiden sich in China nicht wesentlich von Warenlagern.

## Schriftzeichenverbindungen, die vom Radikal 53 regiert werden
| Striche | Zeichen                                   |
| ------- | ----------------------------------------- |
| +0      | 广                                        |
| +02     | 庀 庁 庂 広                               |
| +03     | 庄 庅 庆                                  |
| +04     | 庇 庈 庉 床 庋 庌 庍 庎 序 庐 庑 庒 库 应 |
| +05     | 底 庖 店 庘 庙 庚 庛 府 庝 庞 废          |
| +06     | 庠 庡 庢 庣 庤 庥 度                      |
| +07     | 座 庨 庩 庪 庫 庬 庭 庮 庯                |
| +08     | 庰 庱 庲 庳 庴 庵 庶 康 庸 庹 庺 庻 庼    |
| +09     | 庽 庾 庿 廀 廁 廂 廃 廊                   |
| +10     | 廅 廆 廇 廈 廉 廋 廌                      |
| +11     | 廄 廍 廎 廏 廐 廑 廒 廓 廔 廕 廖 廗 廘    |
| +12     | 廙 廚 廛 廜 廝 廞 廟 廠 廡 廢 廣 廤       |
| +13     | 廥 廦 廧 廨 廩 廪                         |
| +15     | 廫                                        |
| +16     | 廬 廭                                     |
| +17     | 廮 廯 廰                                  |
| +18     | 廱                                        |
| +19     | 廲                                        |
| +22     | 廳                                        |

 Im Unicodeblock Kangxi-Radikale ist das Radikal 53 unter der Codepointnummer 12.084 (U+2F34) codiert.